# Real Maestranza di Cavalleria di Granada

Emblema attuale della ` Real Maestranza de Caballería de Granada ´

La Real Maestranza de Caballería de Granada (Armeria reale di cavalleria di Granada) è una maestranza di cavalleria spagnola creata nel 1686 sotto il patrocinio della santa patrona Nuestra Señora del Triunfo (Nostra Signora della Vittoria). 
Un anno dopo venne approvata da una serie di statuti. Nel 1741 le fu concesso il diritto di essere guidato da un membro della famiglia reale spagnola; e dal 1992 è disciplinato da una legge statale.